# シヌ＝サルーム
座標: 北緯14度11分 西経16度15分 / 北緯14.183度 西経16.250度
シヌ＝サルーム (Sine-Saloum) はセネガルの地域のひとつで、北をプティット・コート（小海岸）、南をガンビア国境に挟まれている。面積は24,000km2でセネガル全土のおよそ12%に該当し、その人口は1990年代には約106万人だった。
シヌ＝サルーム西部の大西洋沿岸部には、サルーム川の河口部に形成された低湿地帯、いわゆるサルーム・デルタ（面積5000km2）が広がっており、その中に含まれるサルーム・デルタ国立公園（760km2）とその周辺の計1460km2程度が、2011年にユネスコの世界遺産リストに登録された（詳細はサルーム・デルタ参照）。サルーム川はその流れの緩慢さゆえに、かなり内陸まで海水が遡上する。
かつてはシヌ王国とサルーム王国という2つのセレール人国家が対立していた。1984年にシヌ＝サルームはカオラック州とファティック州という2つの州に分けられた。

## 経済
2000年代の主産業は、漁業、製塩、ラッカセイやトウジンビエの栽培などである。派生的な産業としては漁船作りが行われている。
河川で多くの島々に分かれている地域などは、輸送面で困難をかかえている。

## 生態系

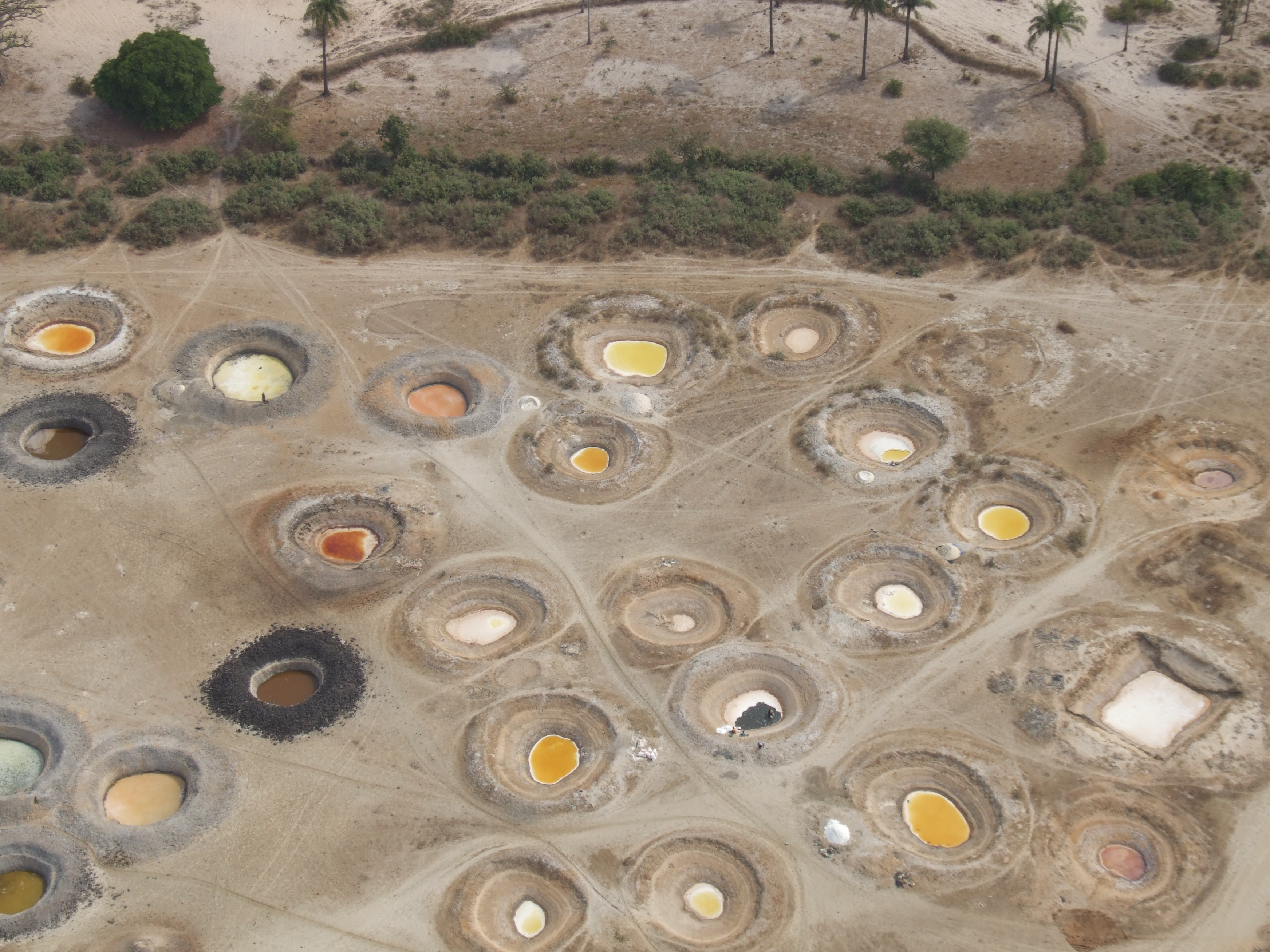
サルームの塩井

シヌ＝サルームの多くはマングローブの茂る低湿地帯である。河川の上流部はサヘル地帯に隣接しており、砂漠化の影響にさらされている。
1970年代の河水の塩分濃度の上昇は、サヘルが旱魃に見舞われたことを示すもので、要因のひとつとして上流の管理ミスが挙げられている。マングローブ林が消えていっただけでなく、そこで暮らす淡水魚も消えていった。シヌ＝サルームの村々は淡水を手に入れることが難しくなった。国際的な支援団体の中には、揚水機の類を寄贈してくれるものもあったが、故障したときには代替部品の入手が困難である。塩分の濃度の上昇は生態系に影響を及ぼし、地域住民の生活様式を変化させている。

## 航海
シヌ＝サルームは、ヨーロッパの名うての船乗りたちにも恐れられていた。というのは、特にサンゴマールでは、砂州が移動するからである。余所者にとってのこうした危険は、地域を長い間守り、個性的な村落を保持してきたのである。